# マントノン
マントノン （Maintenon）は、フランス、サントル＝ヴァル・ド・ロワール地域圏、ウール＝エ＝ロワール県のコミューン。

## 地理
ウール川とヴォワーズ川の合流地点にある肥沃な谷に位置している。マントノンはボース地方の最北端、自然区分上のパリ盆地地方にあり、ティメレ地方に隣接している。

## 歴史

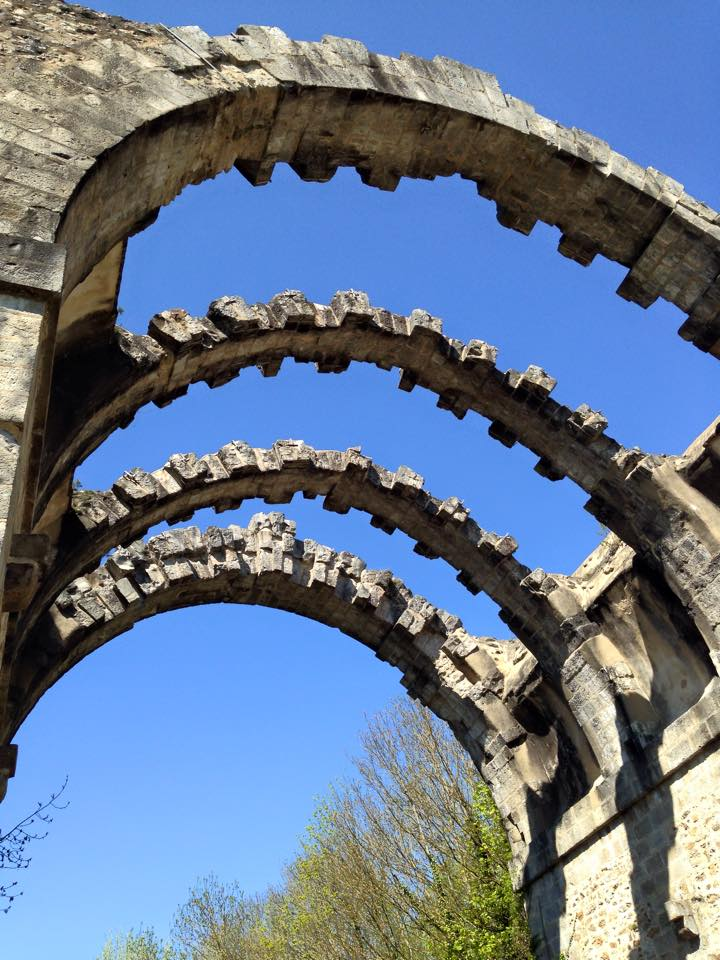
水道橋の廃墟

我々は11世紀の文書のなかで初めてMestenonの名を見つけることができる。1123年にMextenum、1150年にMeistenon、1257年にMeinthenonである。
この土地の法的地位は10世紀に領地に転換した。城の歴史は中世までさかのぼる。最初はモンフォール伯の家臣の要塞として城ができた。10世紀から12世紀まで大勢の領主が継承した。
現在の城は1509年以降に、所有者ジャン・コトローが主導してルネサンス様式で建設された。コトローはルイ12世、フランソワ1世、アンリ2世の下で財務総監を務めた人物である。1530年にコトローが没すると、遺産のみならず周辺の土地も、義理の息子でランブイエ領主のジャック・ダンジェンヌが相続した。彼の息子のルイ・ダンジェンヌが1562年に相続し、同時にマントノン男爵となった。
ルイの相続人は、ヴィルレー＝ダンジェンヌ侯爵に資産を売却した。1674年12月、フランソワーズ・ダンジェンヌはヴィルロワ侯爵と結婚した。フランソワーズはシャルル・フランソワ・ダンジェンヌの女子相続人であり、彼女は城とマントノンの称号を15万リーヴルで詩人ポール・スカロンの未亡人に売却した。この時から、スカロン未亡人フランソワーズ・ドービニェはマントノン侯爵夫人と名乗るようになった。そのため、城は王の融資によって多くの工事が行われ飾り立てられ、王宮に近い建物となった。庭園を設計したのはアンドレ・ル・ノートルである。ジャン・ラシーヌが数多く瞑想に訪れていた場所には、ヴォーバンが手掛けた水道橋があった。戦争やマラリアの流行のため水道橋建設は1688年に放棄されてしまい、完成することはなかった。三列の重なり合ったアーチでできた建物は、水源からくみ上げたウール川の水をヴェルサイユ宮殿に供給するよう設計されていた。
マントノン侯爵夫人の死後、マントノンのドメーヌはノアイユ家が相続した。侯爵夫人の姪であるフランソワーズ・アマブルがフランス元帥アドリアン・モーリス・ド・ノアイユと結婚していたためである。亡命の途上にあったシャルル10世は、1830年にマントノン城で一泊している。
普仏戦争の1870年から1871年にかけ、マントノンはプロイセン軍に占領されていた。

## 史跡
- マントノン水道橋 - 歴史的記念物[1]
- マントノン城 - 歴史的記念物[2]
- シャンジェのメンヒル - 歴史的記念物[3]

## 人口統計
| 1962年 | 1968年 | 1975年 | 1982年 | 1990年 | 1999年 | 2004年 | 2014年 |
| ------ | ------ | ------ | ------ | ------ | ------ | ------ | ------ |
| 2978   | 3325   | 3313   | 3388   | 4161   | 4440   | 4472   | 4296   |

参照元:1962年から1999年までは複数コミューンに住所登録をする者の重複分を除いたもの。それ以降は当該コミューンの人口統計によるもの。1999年までEHESS/Cassini、2006年以降INSEE。